# Parmoptila
Genre
Parmoptila est un genre de passereaux appartenant à la famille des Estrildidés

## Liste d'espèces
Selon la classification de référence du Congrès ornithologique international (version 5.2, 2015) :
- Parmoptila woodhousei – Parmoptile à gorge rousse
- Parmoptila rubrifrons – Parmoptile à front rouge
- Parmoptila jamesoni – Parmoptile de Jameson